# Hubert Clifford
Hubert Clifford (* 31. Mai 1904 in Bairnsdale, Victoria als Hubert John Clifford; † 4. September 1959 in Singapur) war ein in Australien geborener britischer Komponist und Dirigent. Er schuf einige bedeutende musikalische Werke für den Konzertsaal und das britische Kino der 1950er Jahre. Darunter Kompositionen für Filme wie Ein Kind war Zeuge, Duell am Steuer, Einer kam durch oder Mit dem Kopf durch die Wand.

## Leben und Werk
Hubert John Clifford war ein in Australien geborener britischer Komponist und Dirigent.
Der in Bairnsdale im ländlichen Victoria geborene Clifford, wurde in Melbourne High School und der Universität Melbourne in Chemie ausgebildet, bevor er 1930 nach England emigrierte und dort Musik am Royal College of Music in London studierte. Zwischen 1935 und 1943 entstanden so eine Reihe von klassischen Konzertwerken.
Von 1941 bis 1944 war er Empire Music Supervisor für die British Broadcasting Corporation, gefolgt von einem Posten als musikalischer Berater der BBC Eastern Service. Seit 1944 war er Professor an der Royal Academy of Music in London. In der Nachkriegszeit wurde er musikalischer Leiter der Alexander Korda Film Productions. 1946 begann er dort seine Tätigkeit, trat aber im Jahr 1950, um mehr Zeit für seine eigene kreative Arbeit zu haben, von seinem Posten wieder zurück. Danach arbeitete er auch als Hochschullehrer, Prüfer und Wertungsrichter.
Seit 1946 schrieb Hubert Clifford auch Filmmusik. Zuerst für die beiden Kurzdokumentarfilme General Election von Ronald H. Riley und für Bridge of Time 1950. Regie führten Geoffrey Boothby und David Eady.
Seine erste Komposition für einen Spielfilm schrieb er 1951 für den Kriminalfilm Der Mann in Schwarz von Jeffrey Dell. 1952 folgte das Filmdrama Ein Kind war Zeuge von Regisseur Charles Crichton mit Dirk Bogarde und Jon Whiteley in den Hauptrollen. Es folgten zwei Filmmusiken für Kriminalfilme für den Regisseur Guy Green mit Die Jagd begann im Hafen 1954 und In den Krallen der Gangster 1956.
Ein Jahr später 1957 komponierte er die Musik für Cy Endfields Psycho-Drama Duell am Steuer mit Stanley Baker, Herbert Lom und Patrick McGoohan. Anschließend entstanden noch zwei Kompositionen für Filme mit dem deutschen Schauspieler Hardy Krüger, der zu dieser Zeit auch in England sehr populär war. 1957 mit dem Kriegsdrama Einer kam durch und der Filmkomödie Mit dem Kopf durch die Wand im Jahre 1958.
Hubert Clifford verstarb am 4. September 1959 im Alter von 55 Jahren während eines Prüfungsaufenthalts für das Royal College of Music in Singapur.

## Bücher
- The School Orchestra: A Comprehensive Manual for Conductors, von Hubert Clifford, Boosey & Hawkes, Limited, London, 1939, 125 Seiten (für Schuldirigenten)[2]

## Konzertwerke (Auswahl)
- 1935: Streichorchester A Kentish Suite
- 1935: Streichorchester As you like it (nach William Shakespeare)
- 1940: Symphonie
- 1941: Five English Nursery Tunes für Orchester
- 1943: Serenade für Streichorchester

## Filmografie (Auswahl)
- 1950: Bridge of Time (Kurzfilm)
- 1951: Geheimdienst schlägt zu (I’ll Get You for This)
- 1951: Der Mann in Schwarz (The Dark Man)
- 1952: Ein Kind war Zeuge (Hunted)
- 1954: Die Jagd begann im Hafen (River Beat)
- 1956: In den Krallen der Gangster (House of Secrets)
- 1957: Duell am Steuer (Hell Drivers)
- 1957: Einer kam durch (The One That Got Away)
- 1958: Mit dem Kopf durch die Wand (Bachelor of Hearts)